# Мартинюк Володимир Юрійович
Мартинюк Володимир Юрійович — кандидат медичних наук, доцент. Заслужений лікар України.
Завідувач кафедри дитячої неврології та медико-соціальної реабілітації НМАПО імені П. Л. Шупика. Директор ДЗ «Український медичний центр реабілітації дітей з органічним ураженням нервової системи МОЗ України». Головний позаштатний спеціаліст з фаху «Дитяча неврологія» МОЗ України.
Дійсний член Європейської Академії дитячої інвалідності (EACD), Дійсний член Канадської Асоціації дитячих неврологів (CACN) та Всесвітньої Асоціації дитячих неврологів (ICNA), Почесний доктор медицини Людвіг–Максиміліан Університету Мюнхена (LMU).
Почесний професор Алматинського інституту удосконалення лікарів.

## Біографічні відомості
Мартинюк Володимир Юрійович народився 01.10.1951 р.на Волині.
1974 р. закінчив Тернопільський державний медичний інститут, факультет «Лікувальна справа».
1975—1978 р. працював головним дитячим неврологом Управління охорони здоров'я Рівненської облдержадміністрації та започаткував створення дитячої неврологічної служби області.
1978—2013 рр. працював в Київському інституті удосконалення лікарів МОЗ України (нині Національна академія післядипломної освіти імені П. Л. Шупика). Пройшов шлях від клінічного ординатора, старшого лаборанта до завідувача новоствореної кафедри «Дитяча неврологія та медико-соціальна реабілітація» (2004—2013 рр.).
1983 р. захистив кандидатську дисертацію на тему «Стан мозкової гемодинаміки у дітей з різною тяжкістю епілепсії».
З 1992 року по теперішній час — головний фахівець Міністерства охорони здоров'я України зі спеціальності «Дитяча неврологія».
В. Ю. Мартинюк — співголова Міжнародного об'єднання дитячих фахівців «Україна-Баварія» «Баварія-Україна» NUCLEUS. Під егідою проведено 11 Українсько-Баварських симпозіумів «Медико — соціальна реабілітація дітей з обмеженнями життєдіяльності».
2015 р. В. Ю. Мартинюком розробив Концепцію соціальної педіатрії (комплексної медико-соціальної реабілітації дітей з обмеженнями життєдіяльності). Основна мета Концепції — забезпечення формування життєвого простору дитини та підлітка в суспільстві з урахування стану їх здоров'я.

## Захист дисертаційних робіт
1983 р. захистив кандидатську дисертацію на тему “Стан мозкової гемодинаміки у дітей з різною тяжкістю епілепсії” за спеціальністю «Неврологія». Науковий керівник професор, д.мед.н. Л.О. Булахова.

## Лікувальна і наукова діяльність
«Дитяча неврологія», «Соціальна педіатрія»
З 1992 р. по теперішній час — головний фахівець Міністерства охорони здоров'я України зі спеціальності «Дитяча неврологія». За цей період організаційно структурована дитяча неврологічна служба України.

## Патенти
1. В. И. Цимбалюк, В. Ю. Мартинюк, Т. Г. Волкова. Л. Д. Пичкур, О. В. Гордиенко, И. Н. Щерба, Н. Н. Сулий. Способ лечения апаллического синдрома. // Патент № 2028089. М.,1995, Комитет Российской Федерации по патентам и товарным знакам (Госпатент)
2. В. Ю. Мартинюк, А. І. Трещинський, М. Б. Дмитрієва. Спосіб діагностики набряку головного мозку у дітей // Патент на винахід України, 1996, бюл. № 3, 30.09.96р. UA № 9667 А
3. В. Ю. Мартинюк. Спосіб діагностики рефлекторно обумовлених поліморфних епілептичних припадків у дітей // Патент на винахід України, 1997, бюл. № 6, 25.12.97р. UA № 19625.
4. І. С. Зозуля, В. Ю. Мартинюк, А. Ф. Нечай. Патент № 71061 "Спосіб диференційної діагностики пароксизмальних станів з втратою свідомості та/або генералізованим моторним компонентом у дітей раннього віку від 25.06.2012 р.[6]

## Учні
Оксана Анатоліївна Майструк, Оксана Василівна Назар, Віктор Євстафійович Кравчук.

## Ключові публікації
В. Ю. Мартинюк — автор (співавтор) понад 500 наукових друкованих праць.
1. Цикл наукових праць на здобуття Державної премії України в галузі науки і техніки «Органічні ураження нервової системи у дітей. Розробка і впровадження в практику нових методів діагностики, лікування, профілактики, медичної реабілітації та соціальної адаптації» Мартинюк В. Ю., В. І. Козявкін, С. К. Євтушенко та інші. // 1999 р. — 462с.
2. Питання удосконалення епідеміологічного нагляду за гострими в'ялими паралічами у зв'язку з підготовкою до сертифікації України як території, вільної від поліомієліту. Під ред. д.м.н. В. І. Задорожної. Матеріали робочих семінарів, нарад. / Київ — Тернопіль «Укрмедкнига», 1999, с. 40 — 46
3. О. О. Класифікація уражень нервової системи у дітей та підлітків. Методичний посібник за ред. В. Ю. Мартинюка. / К.: Фенікс, 2001. — 192с.
4. В. Ю. Мартинюк. Розвиток мовлення та його порушення у дітей від народження до 3-х років (клініко-синдромологічний та корекційний аспекти). Методичний посібник / В. Ю. Мартинюк, С. М. Зінченко, Л. Т. Кос, О. А. Майструк / Київ, 2002 р. — 56с.
5. Основи медико-соціальної реабілітації дітей з органічним ураженням нервової системи Навчально-методичний посібник за ред. В. Ю. Мартинюка, С. М. Зінченко / К.: Інтермед, 2005. — 416с.
6. Актуальні питання педіатрії. Навчально-методичний посібник за ред. В. В. Бережного. Мартинюк В. Ю. Розділ 7. Дитячий церебральний параліч. Розділ 9. Ураження нервової системи у новонароджених та немовлят. Розділ 10. Судомний синдром / К.: «Червона Рута — Турс», 2006. — 430с.
7. Мартинюк В. Ю. В. В. Бережний, Є. Є. Шунько, Л. А. Панасюк. Клінічні рекомендації до стандартів діагностики, лікування та реабілітації новонароджених (недоношених, доношених) з ураженням нервової системи. // Соціальна педіатрія і реабілітологія. Вип. І (IV) // Збірник наукових праць. Київ.: Інтермед, 2007, с. 27 — 34
8. Клиническая детская неврология / Под ред. А. С. Петрухина: Руководство. Мартинюк В. Ю. Глава 13. Сознание и его нарушение. / М.: ОАО «Издательство Медицина», 2008. — 1088с.
9. «Лечение заболеваний нервной системы у детей»./ Под редакцией В. П. Зыкова: Клиническое руководство для врачей, издание 3-е, переработанное, дополненное. Мартинюк В. Ю. та інші. Глава 12. Кинезтотерапия и методики социальной реабилитации. Глава 12. Бобат-концепция в системе медико-социальной реабилитации. // М.: Триада-Х. — 2009. — 416с. (349—356., с. 356—360)
10. Мартинюк В. Ю., Зінченко С. М., Майструк О. А. Мінімальна мозкова дисфункція. Навчальний посібник. / К.: Інтермед, 2011, 168 с.
11. Педіатрія: Національний підручник: у 2 т. Т.2. за ред. проф. В. В. Бережного. Мартинюк В. Ю. та інші. Глава: Захворювання нервової системи у дітей. Розділ 17.2. Дитячий церебральний параліч. Розділ 17.3. Епілепсії у дітей. / К.2013. — 1024 с. (с. 236—243, 243—253).
12. Програмно-цільове обслуговування дітей та підлітків з гіперкінетичними розладами. Методичні рекомендації. І. А. Марценковський, І. І. Марценковська, Я. Б. Бікшаєва, Мартинюк В. Ю. та інші. / К.: 2009. — 48 с.
13. Мартинюк В. Ю. Соціальна педіатрія в Україні: концепція, завдання, перспективи // Медична газета «Здоров'я України». Педіатрія, 2011, № 1, с. 1 — 4
14. Лікування епілепсії, епілептичних синдромів у дітей. Методичні рекомендації. Мартинюк В. Ю., Євтушенко С. К. та інші. // К.: 2012. — 18с.
15. Мартинюк В. Ю., Коноплянко Т. В. Лікування епілепсії, епілептичних синдромів у дітей.
16. Мартинюк В. Ю., Назар О. В. Міжнародні шкали оцінки ефективності реабілітації дітей з церебральним паралічем. // Ж. Соціальна педіатрія та реабілітологія, 2012, № 2 (3), с. 34 — 42.
17. Особлива дитина. Епілепсія: виходимо з тіні / за ред. А. А. Колупаєвої, В. Ю. Мартинюка./ . К.: ТОВ «Люди в білому», 2014, — 48 с.
18. Моісеєнко Р. О., Мартинюк В. Ю. Концепція соціальної педіатрії (комплексної медико-соціальної реабілітації дітей з обмеженнями життєдіяльності) // Ж.: Реабілітація та паліативна медицина, 2015, № 1 (1), с.118-129
19. В. Ю. Мартинюк, Ю. В. Вороненко, Р. О. Моісеєнко, В. М. Князевич. Питання розвитку паліативної допомоги дітям в Україні // Ж.: Реабілітація та паліативна медицина, 2015, № 1 (1), с.27-33
20. Основи соціальної педіатрії. За редакцією Мартинюка В. Ю. / ФОП Верес О. І.- 2016. У 2-х томах. 960 стор.

## Міжнародна співпраця
Україно-Баварське співробітництво між Людвиг-Максисміліан Университетом та НМАПО імені П. Л. Шупика, ВГО «Українська Ліга сприяння розвитку паліативної та хоспісної допомоги» та Центром ІСР Мюнхен: «Розвиток системи медико-соціальної реабілітації в Україні». У рамках проекту проведений XI Українсько-Баварський симпозіум «Медико-соціальна реабілітація дітей з обмеженням життєдіяльності», 29-30 вересня 2016 р., Київ, на рівні Голови постійної комісії Київської міської ради з питань охорони здоров'я та соціальної політики Крикунова Ю. В. Проведено ряд застрічей з керівництвом міста, ЛПЗ. За ініціативи кафедри та Київради, при підтримці Центром ІСР Мюнхен 18 грудня 2016 р. відбулося відкриття першого центру соціальної реабілітації дітей-інвалідів у Києві.
Україно-Німецьке партнерство «Здоров'я дитини», яке передбачає продовження співробітництва між МОЗ України, МОЗ Німеччини, НМАПО імені П. Л. Шупика, НАМН України, НМУ імені О. О. Богомольця.
Співробітництва з Литовським Університетом здоров'я (Каунас, Литва) та дитячою реабілітаційною клінікою «Lopselis».
Співробітництво з Європейською академією дитячої інвалідності (EACD).
Проведення Українсько-Баварських симпозіумів «Медико-соціальна реабілітація дітей з обмеженням життєдіяльності», Пансловянських конгресів.